# Geschwister-Scholl-Gesamtschule Lünen
Die Geschwister-Scholl-Gesamtschule ist ein unter Denkmalschutz stehendes Schulgebäude in der Stadt Lünen (Nordrhein-Westfalen), das nach den Plänen des Architekten Hans Scharoun gebaut wurde. Die nach den Prinzipien der organischen Architektur erbaute Schule gilt als eines der bedeutendsten Beispiele der modernen Nachkriegsarchitektur.

## Geschichte
Im Auftrag der Stadt Lünen wurde nach Plänen des Architekten Scharoun in den Jahren 1956 bis 1962 das Geschwister-Scholl-Gymnasium als reines Mädchengymnasium erstellt. Es wurde am 13. Juni 1958 bezogen und ab 1975 auch für männliche Schüler geöffnet. 1986 wurde das Gymnasium in eine Gesamtschule umgewidmet. Letzte bauliche Erweiterungen fanden im Jahr 1988 statt.
Im Jahr 2014 wurden 1014 Schüler von 90 Lehrern unterrichtet.

## Architektur

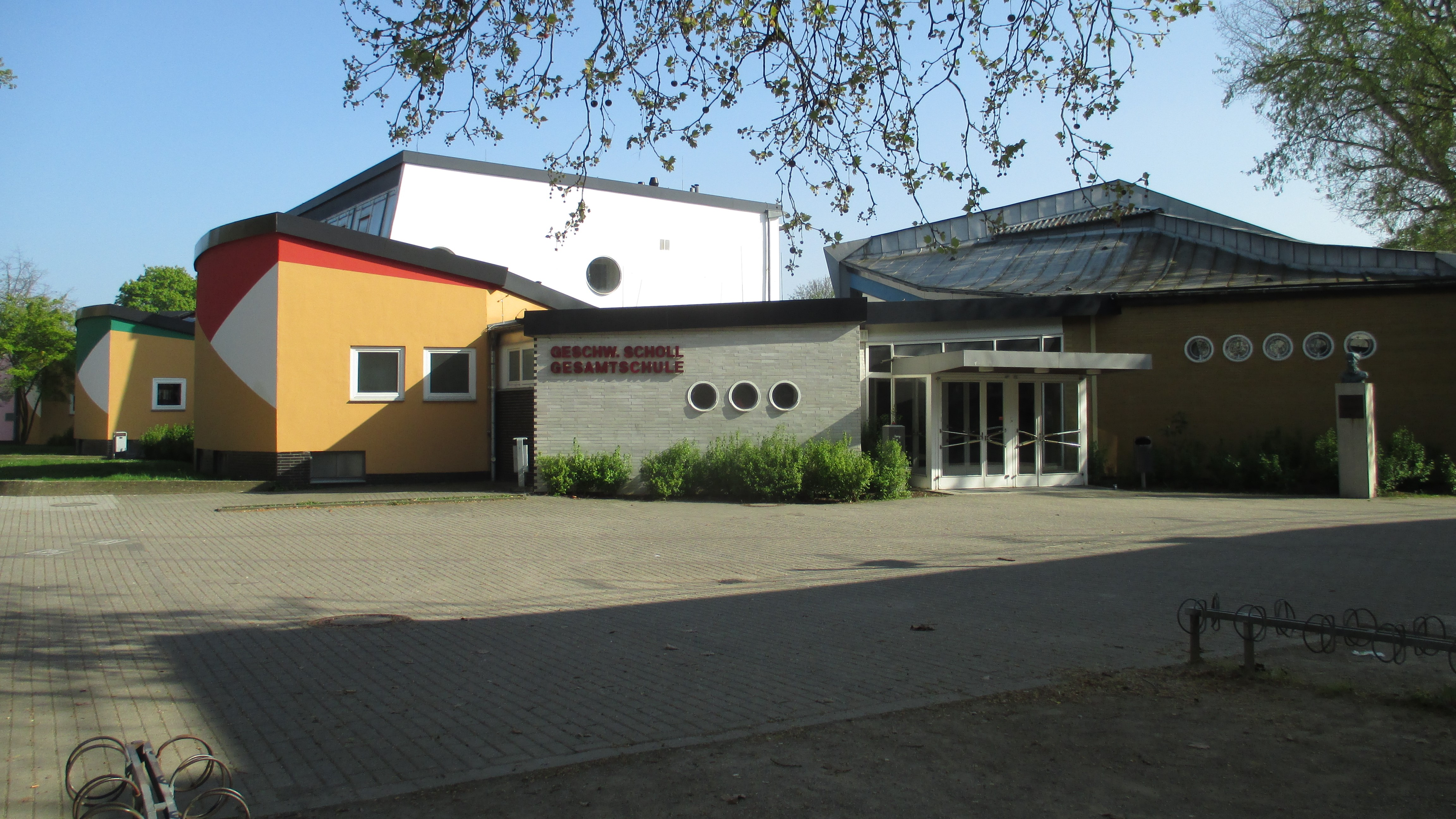
Schulgebäude

Neben der Scharounschule Marl ist die Lüner Schule eines von zwei Schulgebäuden, die von Hans Scharoun in Gänze entworfen und nach seinen Plänen erbaut wurden. 

„Der größte und wohl berühmteste Gebäudeteil ist das unter Denkmalschutz stehende ehemalige Mädchengymnasium des weltweit bekannten deutschen Architekten Hans Scharoun aus den Jahren 1956–1962. Als einzigartiges Beispiel humaner Schularchitektur ist es Zeugnis einer demokratischen und menschenwürdigen Architekturauffassung der Nachkriegsjahre. Die architektonische Gestaltung des Gebäudes ist heute so aktuell wie kaum zuvor. Es erfüllt auch nach über 50 Jahren die Anforderungen einer modernen Lernumgebung und Unterrichtsgestaltung.“

In den Jahren 2011 bis 2013 wurde die Schule für rund 8,5 Mio. Euro denkmalgerecht renoviert und saniert und in einem Festakt am 28. und 29. April 2013 erneut ihrer Bestimmung übergeben.
Zum Andenken an Scharoun fertigte der Künstler Andrzej Irzykowski eine Büste von ihm an, die seit 27. August 2014 vor der Schule, am Eingang zur Aula, zu sehen ist.
Der Bund Deutscher Architekten (BDA) zeichnete nach dem Umbau der Schule (verantwortliche Architekten Spital-Frenking + Schwarz aus Lüdinghausen und Dortmund) diese als eines der herausragenden Bauprojekte in der Region in den vergangenen vier Jahren aus. Der Umbau habe einem der wertvollsten Denkmale Deutschlands neuen Glanz verliehen, so die Jury. Im Jahr 2015 wurde für die bauliche und energetische Sanierung der Schule der NRW-Architekturpreis vergeben.
Zur Würdigung dieses bedeutenden Baudenkmals wurde im Jahr 2002 auf Initiative des langjährigen Lüner Bundestagsabgeordneten Dieter Wiefelspütz die Scharoun-Gesellschaft Lünen e. V. gegründet. Vorsitzender ist der Architekt Michael Schwarz (Stand: 2015).
Im Europäischen Kulturerbe-Jahr 2018 erhielt die Schule die Auszeichnung und Plakette Big Beautiful Building (BBB).